# Župnija Korte
Župnija Korte je rimskokatoliška teritorialna župnija dekanije Dekani škofije Koper.

## Sakralni objekti
|    | slika             | cerkev                                        | kraj / naselje |
| -- | ----------------- | --------------------------------------------- | -------------- |
| 1. |                   | Cerkev sv. Antona Puščavnika župnijska cerkev | Korte          |
| 2. | [[Slika:\|100px]] | Cerkev sv. Jožefa podružnica                  | Korte          |
| 3. | [[Slika:\|100px]] | Cerkev Karmelske matere božje podružnica      | Korte/Čedlje   |
| 4. |                   | Cerkev Karmelske matere božje podružnica      | Malija         |